# Crouais
Crouais é uma comuna francesa na região administrativa da Bretanha, no departamento Ille-et-Vilaine. Estende-se por uma área de 6,25 km². Em 2010 a comuna tinha 593 habitantes (densidade: 94,9 hab./km²).